# Lois contre la diffamation alimentaire

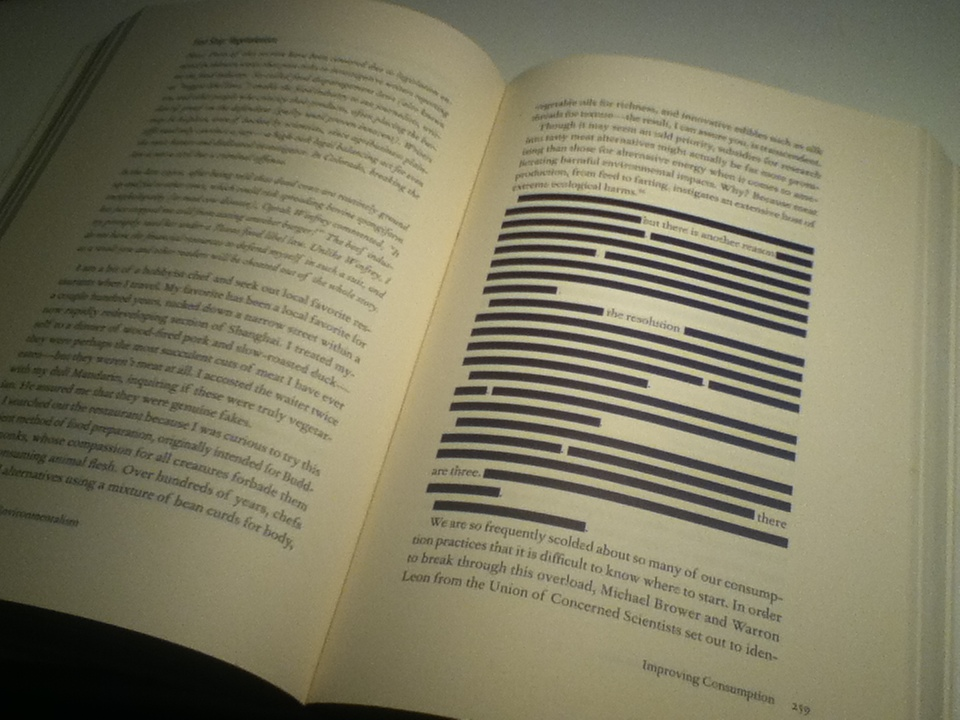
Toutes les copies du livre d'écologie Vertes Illusions vendues aux États-Unis ont été auto-censurées, car les lois contre la diffamation alimentaire permettent à l'industrie alimentaire de poursuivre en justice les journalistes et les auteurs qui critiquent leurs produits.

Les lois contre la diffamation alimentaire (en anglais : « food libel laws »), aussi appelées lois contre le dénigrement alimentaire (« food disparagement laws »), et officieusement surnommées « veggie libel laws », sont un ensemble de lois adoptées dans treize États des États-Unis.
Ces lois permettent aux producteurs d'aliments d'attaquer plus facilement en justice leurs détracteurs pour diffamation. Les treize États qui ont adopté ces lois sont l'Alabama, l'Arizona, le Colorado, la Floride, la Géorgie, l'Idaho, la Louisiane, le Mississippi, le Dakota du Nord, l'Ohio, l'Oklahoma, le Dakota du Sud et le Texas. La plupart de ces lois abaissent le standard de responsabilité civile, permettent des peines de dommages et intérêts pour préjudice moral, et permettent aussi que les plaignants soient les seuls à payer les frais d'avocats, indépendamment de l'issue du procès.
Ces lois varient considérablement d'un État à un autre, mais elles permettent à un fabricant d'aliments ou à un intermédiaire d'attaquer en justice une personne ou un groupe qui tiennent des propos diffamatoires envers leurs produits. Dans certains États, ces lois établissent aussi des exigences de preuves différentes de celles utilisés usuellement dans les affaires de diffamation. Elles peuvent notamment mentionner que c'est à l'accusé d'apporter la preuve que son allégation n'était pas diffamatoire, alors qu'aux États-Unis c'est généralement le plaignant qui doit prouver qu'il s'agit d'une diffamation,.

## Cas notables
En 1998, une animatrice de talk-show nommée Oprah Winfrey et l'un de ses invités, Howard Lyman, ont été impliqués dans un procès, communément appelé Amarillo Texas beef trial, dans le cadre d'une loi texane contre la diffamation alimentaire, intitulée False Disparagement of Perishable Food Products Act of 1995. En 1996, lors d'un épisode du talk-show, ils avaient émis des propos désobligeants à propos de la relation entre viande de bœuf et maladie de la vache folle. Bien qu'ils n'étaient pas les premières personnes à être poursuivies dans ce type d'action judiciaire, cette affaire a fait sensation dans les médias.
Dans une affaire de diffamation normale aux États-Unis, le plaignant doit prouver que l'accusé a volontairement et consciemment répandu de fausses informations. Dans le cadre de la loi texane contre la diffamation alimentaire, sous laquelle Winfrey et Lyman ont été jugés, les plaignants — Paul Engler, opérateur d'un parc d'engraissement pour bœufs, et l'entreprise Cactus Feeders — ont dû convaincre le jury que les affirmations de Lyman lors de l'émission de Winfrey n'étaient pas « fondées sur des faits, études, ou données scientifiques fiables ». Pour calculer les dommages et intérêts pour diffamation demandés dans le procès, les plaignants ont noté que les contrats à terme avaient chuté de 10 % le lendemain de l'émission, et que les prix de la viande bovine avaient chuté de 62 cents à 55 cents la livre. L'avocat d'Engler a soutenu que l'éleveur avait perdu 6,7 millions de dollars, et les plaignants ont cherché à récupérer des pertes totales de plus de 12 millions de dollars.
Le jury a conclu que les déclarations de Winfrey et Lyman ne constituaient pas une diffamation envers les éleveurs. Cependant, Oprah Winfrey ne s'exprime plus publiquement sur la question, allant jusqu'à refuser de fournir des enregistrements vidéo de l'interview originale aux journalistes.

## Cas McLibel
Cette longue affaire judiciaire en Grande-Bretagne est un exemple de l'application des principes contre la diffamation alimentaire dans le droit existant. Les Restaurants McDonald's contre Morris & Steel (aussi connu comme « l'Affaire McLibel », « libel » signifiant « diffamation » en anglais) est un procès anglais démarré par McDonald's Corporation, à l'encontre des militants écologistes Helen Steel et David Morris, qui avaient diffusé une brochure critiquant l'entreprise. L'affaire a duré dix ans, ce qui en fait le procès le plus long de l'histoire anglaise,. Un long-métrage documentaire, McLibel, a été créé à propos de l'affaire par le cinéaste Franny Armstrong.
Bien que McDonald ait remporté deux audiences à la cour d'Angleterre, le caractère partiel de la victoire, l'aspect « David contre Goliath » de l'affaire, et l'étirement en longueur du litige ont mis l'entreprise dans l'embarras. McDonald's a annoncé qu'elle n'avait pas l'intention de recueillir les 40 000 livres que les tribunaux avaient décidé. Après cela, la Cour européenne des droits de l'homme (CEDH) a jugé que le procès avait violé l'Article 6 (droit à un procès équitable), parce que les accusés avaient refusé l'aide juridique et avaient été représentés par des avocats bénévoles, ainsi que l'Article 10 (droit à la liberté d'expression) de la Convention européenne des droits de l'homme, toujours parce que les accusés ont refusé l'aide juridique, et a imposé une amende de 57 000 livres au gouvernement du Royaume-Uni. McDonald's lui-même n'a pas été un accusé durant ce jugement en appel. Le 15 février 2005, ce jugement a mis fin à la bataille de 20 ans menée par le duo.